# Hans Simonsen (folketingsmand)
 For alternative betydninger, se Hans Simonsen. (Se også artikler, som begynder med Hans Simonsen)
Hans Simonsen (født 23. maj 1803 i Vejrup Mølle ved Odense, død 17. november 1873 i Smidstrup i Sejlstrup Sogn) var en dansk proprietær og politiker. Simonsen købte proprietærgården Ågård i Sejlstrup Sogn ved Hjørring i 1842. Han var medlem af Folketinget valgt i Hjørring Amts 3. valgkreds (Hjørringkredsen) 1849-1852. Han genopstillede ikke ved foketingsvalgene i 1852 og 1853, men stillede op og blev valgt ved et suppleringsvalg i samme valgkreds i 1854, hvorefter han var medlem af Folketinget fra 7. juli 1854 til 1858. Ved valgene i 1858 og 1861 tabte han til Hans Qvistgaard. Simonsen søgte forgæves valg til Den Grundlovgivende Rigsforsamling i Vrejlev i Hjørring Amt.